# 3736 Rokoske
3736 Rokoske è un asteroide della fascia principale. Scoperto nel 1987, presenta un'orbita caratterizzata da un semiasse maggiore pari a 3,0193500 UA e da un'eccentricità di 0,0864717, inclinata di 11,31256° rispetto all'eclittica.